# Australobius abbreviatus
Australobius abbreviatus är en mångfotingart som först beskrevs av J.R. Eason 1978.  Australobius abbreviatus ingår i släktet Australobius och familjen stenkrypare.
Artens utbredningsområde är Seychellerna. Inga underarter finns listade i Catalogue of Life.